# Zólochivka (Dubno)
Zólochivka (ucraniano: Зо́лочівка) es un pueblo de Ucrania perteneciente al municipio rural de Boremel, en el raión de Dubno de la óblast de Rivne.
En 2001, el pueblo tenía una población de 436 habitantes.
Está situado a unos 5 km al norte de la capital municipal Boremel, junto a la carretera T0303 que lleva a Lutsk.

## Historia
Antes de la formación del actual municipio de Boremel en 2016, el pueblo era sede de un consejo rural en el raión de Demýdivka. El consejo rural incluía como pedanía a Nyvy-Zólochivski.